# Barrio la Soledad, delstaten Mexiko
Barrio la Soledad är en ort i Mexiko, tillhörande kommunen Jocotitlán i den nordvästra delen av delstaten Mexiko. Orten hade 120 invånare vid folkräkningen 2010.